# Montoliú de Cervera
 Montoliú de Cervera (en catalán y oficialmente, Montoliu de Segarra) es un municipio español de la provincia de Lérida, situado en la parte meridional de la comarca de la Segarra. Incluye las poblaciones de Ametlla, Cabestany, Guardia Helada (La Guàrdia Lada) y Vilagraseta (Vilagrasseta), además del mismo Montolíu (Montoliu).

## Demografía
Cuenta con una población de 180 habitantes (INE 2024).
| Gráfica de evolución demográfica de Montoliu de Segarra entre 1842 y 2021 |
| |
| Población de derecho según los censos de población del INE Población de hecho según los censos de población del INEEn estos censos se denominaba Montolin de Cervera: 1842 En estos censos se denominaba Montolíu de Cervera: 1857, 1860, 1877, 1887, 1897, 1900, 1910, 1920, 1930, 1940, 1950, 1960, 1970 y 1981 Entre el censo de 1857 y el anterior, crece el término del municipio porque incorpora a 255016 (Ametlla), 255192 (Guardia Helada), 255391 (Vilagraseta) |

| 1900 | 1930 | 1950 | 1970 | 1981 | 1986 | 1990 | 1996 | 2000 | 2006 | 2010 | 2016 | 2020 |
| ---- | ---- | ---- | ---- | ---- | ---- | ---- | ---- | ---- | ---- | ---- | ---- | ---- |
| 841  | 848  | 695  | 315  | 215  | 213  | 225  | 208  | 192  | 186  | 197  | 188  | 187  |

| Entidad de población | Habitantes (2007) |
| -------------------- | ----------------- |
| Ametlla de Segarra   | 49                |
| Cabestany            | 12                |
| La Guardia-Lada      | 60                |
| Montoliu de Segarra  | 38                |
| Vilagrasseta         | 26                |